# Razvijuša
Razvijuša (lat. Euclidium),  monotipski rod jednogodišnjeg raslinja iz porodice kupusovki ili krstašica (Brassicaceae). Jedina vrsta E. syriacum raširena je od jugoistočne Europe (uključujući Hrvatsku) pa na istok do Indije i Himalaje. Uvezena je i u neke države Sjeverne Amerike.
Kao vrsta u Hrvatskoj je poznata kao sirijska razvijuša, razvijuša dlakava ili jednostavno razvijuša. Naraste od 10 do 30 cm visine.